# カウンティ級重巡洋艦
カウンティ級重巡洋艦 (County class heavy cruiser) はイギリス海軍の重巡洋艦の艦級。両大戦の間に建造され、イギリス海軍とオーストラリア海軍で運用された。本級はイギリス海軍における最初の条約型巡洋艦で、1922年のワシントン海軍軍縮条約の制限範囲内で設計された。
艦級の名称は、イギリス各地のカウンティの名称を艦名に採用していることに由来する。
なお、15隻が建造された本級は、ケント級、ロンドン級、ノーフォーク級の3つのサブクラスに分類される。

## 兵装

### 主砲
主砲は新設計の「Mark VIII 8インチ（20.3cm）50口径砲」である。116.1kgの砲弾を仰角45度で発射した場合に28,030mの最大射程。俯仰能力は仰角70度、俯角3度である。旋回角度は単体首尾線方向を0度として左右150度の旋回角度を持つ。発射速度は毎分6発であるが実用速度は3発程度であった。仰角70度というのはこの時期の重巡洋艦として破格の大仰角であるが、これは8インチ砲を対飛行船用の対空砲として利用するための設計である。そのため、専用の対空射撃用の揚弾筒を持ち、俯仰速度も毎秒10度と高角砲並みのハイピッチで設計されていた。しかし戦場の空から飛行船が消え、高速の飛行機が台頭するようになると8インチ砲での対空砲撃は困難になった。
さらに、俯仰速度が速すぎて正確な操作が出来ず、無理な構造が祟って1929年まで故障が続発した。その為、後期グループの「ノーフォーク級」では俯仰速度を毎秒4度、最大仰角は50度にまで下げて対空射撃用の揚弾筒は設置しないものに改設計した。なお、「カナリアス級」ではこの改設計後の砲塔を装備している。

### 備砲、魚雷兵装
高角砲は「Mark V 4インチ（10.2cm）45口径高角砲」を採用している。14.6kgの砲弾を、最大仰角80度で9,450mの高度まで射撃でき、平射砲として使う場合には仰角44度で15,020mの最大射程を得ている。単装砲架は左右方向に180度旋回でき、俯仰は仰角80度、俯角5度で発射速度は毎分10～15発だった。これを単装砲架で4基4門を搭載したが後に主砲が対空砲として有用ではないと解ってから連装砲架で4基8門に増備した。
他に高角機関砲としてヴィッカース QF 2ポンド砲を、初期は単装砲架で4基であったが後に同八連装砲2基に強化して装備した。
主砲では手に負えない相手への対抗として53.3cm魚雷発射管を四連装で片舷1基ずつ計2基装備した。しかし、本級特有の高い乾舷から海面へ射出される「Mark V魚雷」は海面によりしたたかに側面を打つことになり、強度不足により破砕するという事故が多発し、側面を強化した新型魚雷「Mark VII魚雷」が配備されるまで本級の魚雷兵装は有効でなかった。

## 機関
第一次大戦後にイギリス海軍では主機関の型式統一が成され、ボイラーはアドミラリティ三胴式重油専焼水管缶、タービン機関はパーソンズ式オール・ギヤードタービンのみが採用されるにいたった。
本級は同アドミラリティ三胴式重油専焼水管缶8基とパーソンズ式オール・ギヤードタービン4基4軸を組み合わせて最大出力80,000shp、最大速力31.5ノットを発揮した。機関配置は第一次大戦前の「装甲巡洋艦」と同じく機関区前部にボイラー室、後部に機関室を置く旧時代的な配置を採っていた。この機関配置は「ノーフォーク級」まで改善されることはなかった。ボイラー室は三室に分かれ、一番缶室が2基・二番缶室が4基・三番缶室が2基の順に配置されたため煙突三本のうち中央の二番煙突が太くなっている。なお、「ケント級」においては煙突の高さが不足して排煙効率が悪く、艦橋に煤煙が逆流するというトラブルが多発しており煙突を約4.5m延長して対応した。

## 防御
本級は初の条約型重巡洋艦という事もあり、海外に広大な植民地を持ち、通商路を保護する必要性から基準排水量1万トンという制限内でギリギリの線で船体を大きく設計し、更に航海性能を良くする為に乾舷の高い形状に仕上げた。長期航海に耐えるように船体に燃料や各種備品を納める倉庫をおいた結果、本級の装甲配置や防御装甲重量は減少の一途を辿り、総合的に見れば高い航続力と航洋性を重視したため、防御力は他国の重巡洋艦と比較して劣るものになっている。
水線部装甲は1インチ（25mm）、砲塔装甲・砲塔ターレット装甲も1インチに過ぎず、機関部に1.25インチ（32ミリ）の防御甲板を設けた。火薬庫のみを2.5インチ（64ミリ）の防御甲板、4インチ（102ミリ）の垂直装甲で囲む「ボックスシタデル」という防御構造であった。
更に、第一次大戦時からその有効性が指摘された魚雷に対しての防御は「ケント級」では舷側にバルジを設置し、水線下隔壁を設けることで対処したが、後の「ロンドン級」「ノーフォーク級」では艦内容積拡大にともない条約排水量を超過する恐れが出たため、設計段階でバルジと水線下隔壁を撤去してしまい、対水雷防御能力を大幅に損ねてしまった。
植民地警備や通商保護に好適な航洋性と高い航続力を持つが、この防御力は格下の軽巡洋艦や大型駆逐艦の主砲に全ての部分の装甲防御を抜かれても不思議はないものであり、重巡洋艦を艦隊戦における重要な戦力と位置づけていた日米とは対照的である。とはいえ、当のイギリス海軍でも本級の防御性能には竣工時から疑問視されており、第二次大戦中にケント級内6隻と「ロンドン」に舷側装甲の追加を行い、水線部にケント級内6隻は114mm装甲と「ロンドン」は89mm装甲を貼る事で防御能力の向上を計った。ただし、代償として凌波性と高速性能は低下してしまっている。

## カナリアス級
カウンティ級を元にして、カナリアス級重巡洋艦「カナリアス」と「バレアレス」の2隻が建造されスペイン海軍で運用された。これらの艦は1930年代後半に就役し、フランコ軍側でスペイン内戦に参加した。カナリアス級は平甲板型船体に他のスペイン艦同様の装備を持っていたが、大きな集合煙突と高い艦橋構造が特徴的な概観であった。なお、「バレアレス」は内戦中のパロス岬沖海戦で撃沈されたが、「カナリアス」は内戦を生き延びている。